# Unter dem Pflaster ist der Strand
Unter dem Pflaster ist der Strand ist das Filmdebüt von Helma Sanders-Brahms aus dem Jahr 1975. Es wurde zu einem zentralen Film der deutschen Frauenbewegung und der 68er-Bewegung. Zuvor hatte Sanders-Brahms wenig bis keinen Kontakt zur Frauenrechtsszene.

## Handlung
Der Film thematisiert die Nachwirkungen der Studentenrevolten von 1968 in der Bundesrepublik Deutschland aus der Sicht von zwei Beteiligten. Nachdem die beiden Berliner Theaterschauspieler Grischa und Heinrich versehentlich in der Umkleidekabine eingeschlossen wurden, lernen sie sich über Nacht kennen. Als sie sich einige Tage später wiedersehen, schlafen sie miteinander, und Heinrich wünscht sich übermütig ein Kind. Sie werden ein Paar.
Obwohl seit 1968 weitreichende Reformen eingeleitet wurden, sind beide nach Abebben der Ideale der 1968er-Bewegung zunehmend enttäuscht und suchen nach neuen Zielen. Nach einer Nacht intensiven Debattierens über die Vergangenheit und die Zukunft kämpfen sie für einen neuen Gesetzesentwurf für Schwangerschaftsabbrüche. Ihre neuerliche Begeisterung sowie ihre Beziehung wird jedoch bald durch eine unerwartete Schwangerschaft verkompliziert.

## Veröffentlichung
Die Premiere des Films war am 6. März 1975 im Kino Arsenal in Berlin.
2008 wurde der Film von Facets Multi-Media auf DVD veröffentlicht.

## Rezeption
Wendy Ellen Everett und Axel Goodbody, Autoren von Revisiting Space: Space and Place in European Cinema, schrieben, dass der Film „zu einem Kultfilm der deutschen Feministen-Bewegung“ geworden sei. Das Philadelphia City Paper äußerte sich ähnlich und bemerkte, dass der Film noch immer gezeigt werde und ein Film von „zentralem Interesse“ sei.
Andrew O’Hehir schrieb auf der Website salon.com, es sei Sanders-Brahms’ bester Film. Stuart Henderson von popmatters.com bezeichnete den Film als „Offenbarung“ und einen „faszinierenden und wichtigen Film“.
Die beiden Hauptdarsteller gewannen 1975 den Deutschen Filmpreis (Filmband in Gold).